# Cetosa

Fructosa, un exemple d'una cetosa. El grup cetona és el doble enllaç d'oxigen.

Una cetosa (en anglès: ketose) és un sucre que conté un grup cetona per molècula. Una cetosa és una cetona amb dos grups hidroxil (-OH), on almenys un dels grup hidroxils a cada final. Les cetoses són un tipus de monosacàrids que és un combustible important en els blocs de les molècules i àcids nucleics. La reacció qualitativa és el test de Seliwanoff. L'exemple més simple de cetosa és la dihidroxiacetona i és l'únic sense activitat òptica. Les cetoses es poden isomeritzar en aldosa. Aquestes cetoses són sucres reductors.

## Llista de cetoses
Totes les cetoses llistades són 2-cetones:
- Trioses: dihidroxiacetona
- Tetroses: eritrulosa
- Pentoses: ribulosa, xilulosa
- Hexoses: fructosa, psicosa, sorbosa, tagatosa
- Heptoses: sedoheptulosa
- Octoses: D-manno-octulosa (la base per Kdo)
- Nonoses: D-glicero-D-galacto-nonulosa (la base per Neu)